# Louise Doughty
Louise Doughty (nacida el 4 de septiembre de 1963 en Melton Mowbray, Inglaterra) es una escritora inglesa, dramaturga y periodista de etnia romaní. Doughty estudió en la Universidad de East Anglia el Curso de Escritura Creativa.
Ha sido columnista semanal del Daily Telegraph. Doughty también ha presentado programas de radio para la BBC sobre la literatura, y es miembro del jurado del Premio Man Booker.

### Novelas
- Crazy Paving, 1995, ISBN 0-671-71879-7
- Dance with Me, 1996, ISBN 0-684-81652-0
- Honey-Dew, 1998, ISBN 0-684-82090-0
- Fires in the Dark, 2003, ISBN 0-7432-2087-0, en esta novela habla sobre la experiencia de los gitanos en el centro de Europa durante la Segunda Guerra Mundial
- Stone Cradle, 2006, ISBN 0-7432-2089-7, en esta Doughty habla sobre la explotación de sus antepasados gitanos.
- En el momento equivocado, 2013, ISBN 9788415725435 (Apple Tree Yard, 2013)
- Lo que más quieres, 2014, ISBN 9788490623015 (Whatever You Love, 2010)

### Ciencia ficción
- A Novel in a Year, 2007, ISBN 978-1-84737-070-9